# Ergavia liraria
Ergavia liraria là một loài bướm đêm trong họ Geometridae.